# Corrado Caraccioli
Corrado Caraccioli (zm. 15 lutego 1411) – włoski kardynał okresu wielkiej schizmy.

## Życiorys
Początkowo popierał obediencję "rzymską". Był arcybiskupem Nikozji (1395–1402), Mileto (1402-1409) i Orvieto (od 1409). Od 1395 pracował w kurii papieża Bonifacego IX na stanowisku wicekamerlinga, a następnie kamerlinga. Papież Innocenty VII 12 czerwca 1405 przyznał mu nominację kardynalską z tytułem prezbitera San Crisogono. Brał udział w konklawe 1406. W 1409 porzucił obediencję Grzegorza XII i przyłączył się do Soboru w Pizie. Legat antypapieża Aleksandra V w Lombardii. Uczestniczył w konklawe 1410. Zmarł w Bolonii.